# Вальдцелль
Вальдцелль (нем. Waldzell) — община (нем. Gemeinde) в Австрии, в федеральной земле Верхняя Австрия.
Входит в состав округа Рид-им-Иннкрайс. Население составляет 2095 человек (на 31 декабря 2005 года). Занимает площадь 40 км². Официальный код — 41234.

## Политическая ситуация
Бургомистр общины — Йохан Йёхтль (СДПА) по результатам выборов 2003 года.
Совет представителей общины (нем. Gemeinderat) состоит из 25 мест.
- СДПА занимает 13 мест.
- АНП занимает 9 мест.
- АПС занимает 2 места.
- другие: 1 место.